# 2495 Новіомагум
2495 Новіомагум (2495 Noviomagum) — астероїд головного поясу, відкритий 17 жовтня 1960 року.
Тіссеранів параметр щодо Юпітера — 3,840.